# Harvest Moon (musikalbum)
Harvest Moon är ett album av Neil Young, utgivet i oktober 1992. De medverkande musikerna är i stor utsträckning samma som på Harvest, utgivet 20 år tidigare, vilket i kombination med namnet gjort att det ofta ses som en slags uppföljare till detta album. Även musikaliskt finns likheter med föregångaren, då Young här återkommer till den folkbetonade countryrock som han blev känd för i början av 70-talet.
Albumet nådde som bäst 16:e plats på Billboards albumlista.

## Låtlista
Samtliga låtar skrivna av Neil Young.
1. "Unknown Legend" - 4:33
2. "From Hank to Hendrix" - 5:17
3. "You and Me" - 3:45
4. "Harvest Moon" - 5:05
5. "War of Man" - 5:43
6. "One of These Days" - 4:57
7. "Such a Woman" - 4:37
8. "Old King" - 2:56
9. "Dreamin' Man" - 4:36
10. "Natural Beauty" - 10:23

## Medverkande
- Neil Young - gitarr, banjo, piano, pumporgel, vibrafon, sång
- The Stray Gators
  - Ben Keith - pedal steel guitar, dobro, marimba, sång
  - Kenny Buttrey - trummor
  - Tim Drummond - bas, marimba
  - Spooner Oldham - piano, pumporgel, keyboards
- Linda Ronstadt - sång
- James Taylor - sång
- Nicolette Larson - sång
- Astrid Young - sång
- Larry Cragg - sång